# PiHKAL
PiHKAL (Phenetylamines I Have Known And Loved: A Chemical Story Of Love) – książka napisana w 1991 roku przez Alexandra Shulgina i jego żonę Ann Shulgin. Książka opisuje badania, dokładne syntezy, sposoby przyjmowania oraz dawkowanie ponad 170 substancji psychoaktywnych z grupy fenyloetyloamin – ich syntezę, dawkowanie i działanie.